# جيل فالنتاين
جيل فالنتاين (بالإنجليزية: Jill Valentine) شخصية في سلسلة ألعاب الشر المقيم من قبل كابكوم التي تعتمد أسلوب رعب البقاء، وإحدى الشخصيات الرئيسية في اللعبة الأصلية، والتي قدمتها كعضو في فرقة الأساليب الخاصة والإنقاذ ستارز (نجمة (توضيح)).
وانفردت بالعودة بدور الشخصية الرئيسية في الجزء الثالث من اللعبة ريزدنت إيفل 3: نمسيس، حيث أنها لم تعد عضوا في فرقة STARS (نجمة (توضيح))، وإنما كمواطنة تحاول البقاء على قيد الحياة في خضم التفشي الجرثومي في مدينة راكون.
جيل عادت في لعبتي ريزدنت إيفل: ذا أمبريلا كرونيكلز وريزدنت إيفل 5، حيث كانت عضوا في b.s.a.a، وأيضاً كشخصية رئيسية في ResidentEvil: Genesis في اللعبة المخصصة للهواتف المحمولة من السلسلة.
قامت بتجسيد الشخصية الممثلة سيينا غيلوري، حيث ظهرت في التبني السينمائي الثاني للسلسلة تحت عنوان ([[}Resident Evil: Apocalypse]])
تعد من الشخصيات الرئيسية في كامل اجزاء العبة الرئيسية والفرعية واخر ظهور لها في لعبة resident evil revolution في resident evil 5 gold edtion عندما ضحت من اجل كريس في معركتهما ضد ويسكر وظن كريس لفتره انها ميته لكنه يكتشف لاحقا بانها على قيد الحياة.

## الظهور
تظهر جيل أحد الشخصيتين الرئيسيتين في رزدنت ايفل (1996) كاحد أعضاء فريق الفا من STARS مع شريكها كريس ريدفيلد. خلفية عائلة جيل نصف فرنسية ونصف يابانية
كانت تعمل في جيش الولايات المتحدة فريق دلتا حيث اكتسبت خبرتها. قبل بداية اللعبة، فريق (ستارز) بضمهن جيل يبدأون في التحقيق بسلسلة من جرائم القتل الغريبة في جبال اركلي. منطقة خيالية حيث يجدون مدخل لشركة املريلا في منطقة اركلي. ومع اختفاء كريس تبدا جيل بالعمل مع بيري بورتون (أحد أعضاء فريق الفا) في منزل كبير بقتال مع المقيمين الغير موتى، تكتشف في النهاية هي وكريس أن الرئيس ويسكر قام بخيانتهم بعد القضاء على وحش التايرنت الذي هاجم ويسكر جيل تعرب من التدمير الذاتي للمنزل أو القصر في مروحية براد فيكرز مع كريس واخر أعضاء فريق برافو ربيكا جامبرز
تعود جيل كشخصية رئيسية في Resident evil 3 Nemesis (1999)، تتعاون مع مرتزقة اسمه كارلوس اوليفيرا عضو في قوات الدفاع عن امبريلا الذي قد خان أعضاء فريقه خلال اللعبة تتعاون جيل مع كارلوس للهروب من مدينة الراكون قبل تدميرها من قبل حكومة الولايات المتحدة. على طول الطريق تحارب جيل وحش يدعى بوحش النمسيس
وهو أحد وحوش التاريت ذي قوة مضاعفة ارسل من قبل امبريلا للقضاء على أعضاء ستارز. جيل تصاب بالفايروس تي. ويقوم كارلوس بالذهاب لاحضار مضاد أو لقاح لهذا الفايروس من مستشفى قريبة. في النهاية، جيل تقضي على وحش نمسيس وبيري يعود إلى مدينة الراكون لاحضار جيل وكارلوس قبل التدمير الذاتي.
جيل تصبح بعد هذه الحادثة أحد أعضاء BSAA وتظهر في جزء رزدنت ايفل ذي امبريلا كرونيكلز مع كريس في القضاء على مؤسسة امبريلا من خلال تدمير ابحاثها في روسيا.
قبل رزدنت ايفل 5 ظهر بان جيل ميتة خلال انقاذها لكريس من يد ويسكر. خلال اللعبة. وعلى الرغم من ذلك. كريس يكتشف وثائق تظهر بان جيل يمكن ان تكون حية. في النهاية يجد كريس بان جيل حية وهي تحت سيطرة ويسكر حيث قام ويسكر باخذ التي فايروس من حادثة مدينة الراكون والموجود في جسد جيل لكي يحسن من فايروسه الجديد الاوروبوروز. مكسبا جيل قدرة الإنسان الخارق من سرعة وقوة. كريس وبمساعدة شريكته الجديدة شيفا ألمور يقوم بتحرير جيل من سيطرة ويسكر وتساعد كريس وشيفا قي القضاء على ويسكر. ظهرت جيل في Resident evil 5 gold edition في lost in nightmares يظهر ما قد قاد جيل إلى الاختفاء.
في عام 2007 ظهرت جيل قي رزدنت ايفل ريفوليوشن
حيث تطهر في مهمة لانقاذ كريس على سفينة تدعى بسفينه الملكة زنوبيا مع شريكها الجديد باركر لوسيانا حيث وجدا سفينه أخرى مصاب طاقم العمل فيها بنوع من الفايروسات التي تظهرهم كزومبي. هذا الفايروس هو نوع مقوى ومحسن من فايروس التي. في هذه الاثناء يقوم كريس وشريكته جيسيكا بالبحث عن جيل لايجاد بعض الاجوبة ويعودان ليشكلا فريق للبحث عن اسرار الهجوم البالوجي على مدينة تيراريجيا....

## وصلات خارجية
- Jill Valentine - The Resident Evil Wiki
- Jill Valentine - Capcom Database Wiki
- IGN: Jill Valentine
- Jill Valentine at the قاعدة بيانات الأفلام على الإنترنت